# Bahnhof Berlin Botanischer Garten
Der Bahnhof Berlin Botanischer Garten ist ein S-Bahnhof im Berliner Ortsteil Lichterfelde. Er befindet sich am Streckenkilometer 8,2 der Wannseebahn unweit des Botanischen Gartens Dahlem. Im Betriebsstellenverzeichnis wird der Bahnhof als BBGT geführt.

## Lage und Aufbau

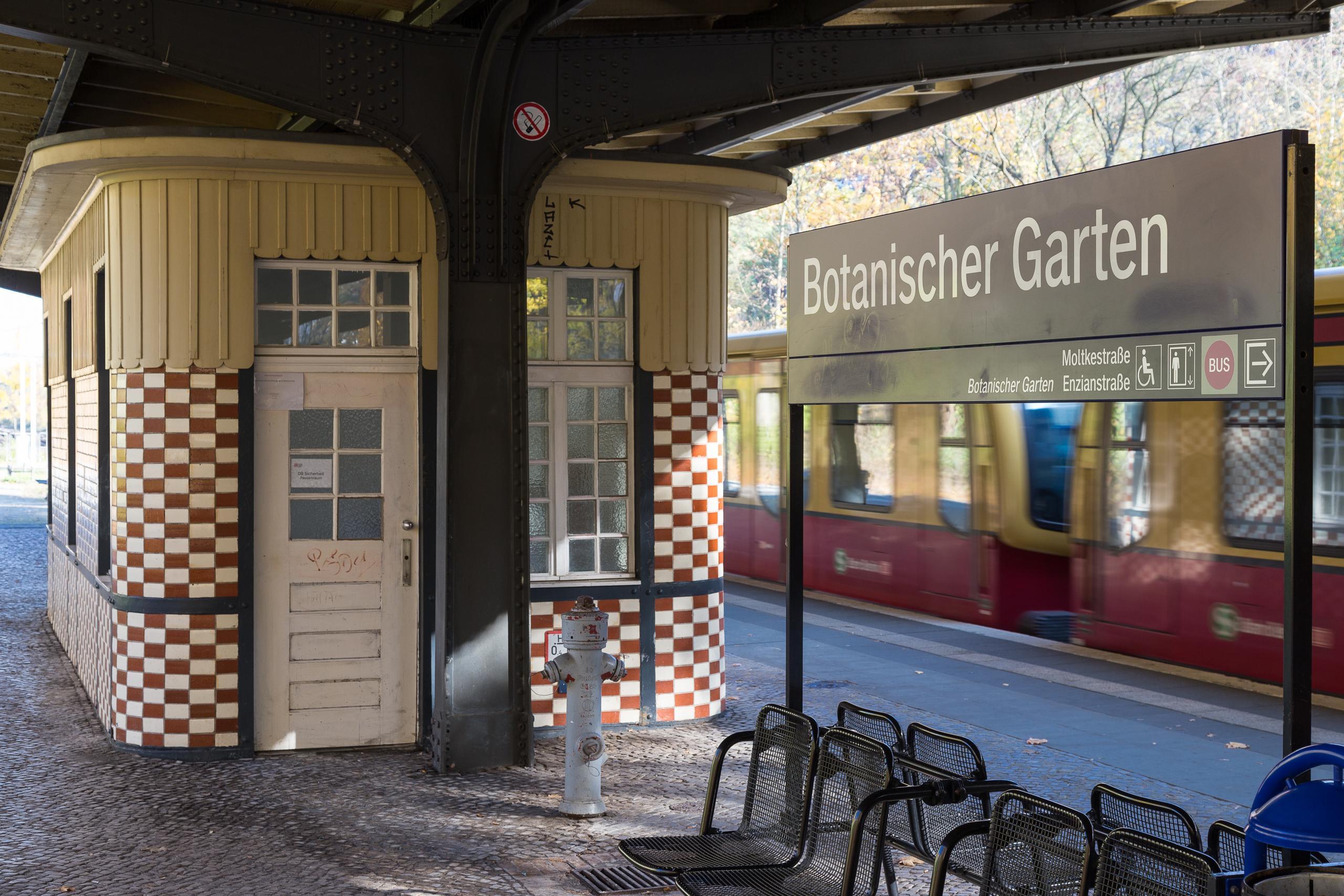
Bahnsteig Bahnhof Botanischer Garten in Berlin-Lichterfelde

Der Bahnhof befindet sich im Ortsteil Lichterfelde des Bezirks Steglitz-Zehlendorf. Die benachbarten Stationen sind Rathaus Steglitz in 1,3 Kilometern Entfernung sowie Lichterfelde West in genau einem Kilometer Entfernung.
Der Bahnhof verfügt über einen Mittelbahnsteig von 204 Metern Länge, einem Zugang am südwestlichen Bahnsteigende sowie ein angrenzendes Wohn- und Empfangsgebäude. Das Haus ist im unteren Teil massiv gemauert und darüber verputzt. Der Eingangsbereich ist wie auch der direkte Zugang von der Brücke aus im Jugendstil gestaltet worden. Der Treppenaufgang ist in Anlehnung an den Botanischen Garten als „Gewächshausgang“ gestaltet worden, diese Form fand nachfolgend bei weiteren Berliner S-Bahnhöfen Verwendung. Die Unterkonstruktion des Aufgangs als auch die Bahnsteigaufbauten sind mit im Schachbrettmuster angelegten roten und weißen Fliesen verziert. Neben dem Aufgang befindet sich eine nachträglich eingebaute Aufzuganlage, die sich optisch an den Aufgang anlehnt.
Die Anlage wurde von den Architekten Gustav Erdmann und Ernst Spindler entworfen und steht heute in ihrer Gesamtheit unter Denkmalschutz.

## Geschichte

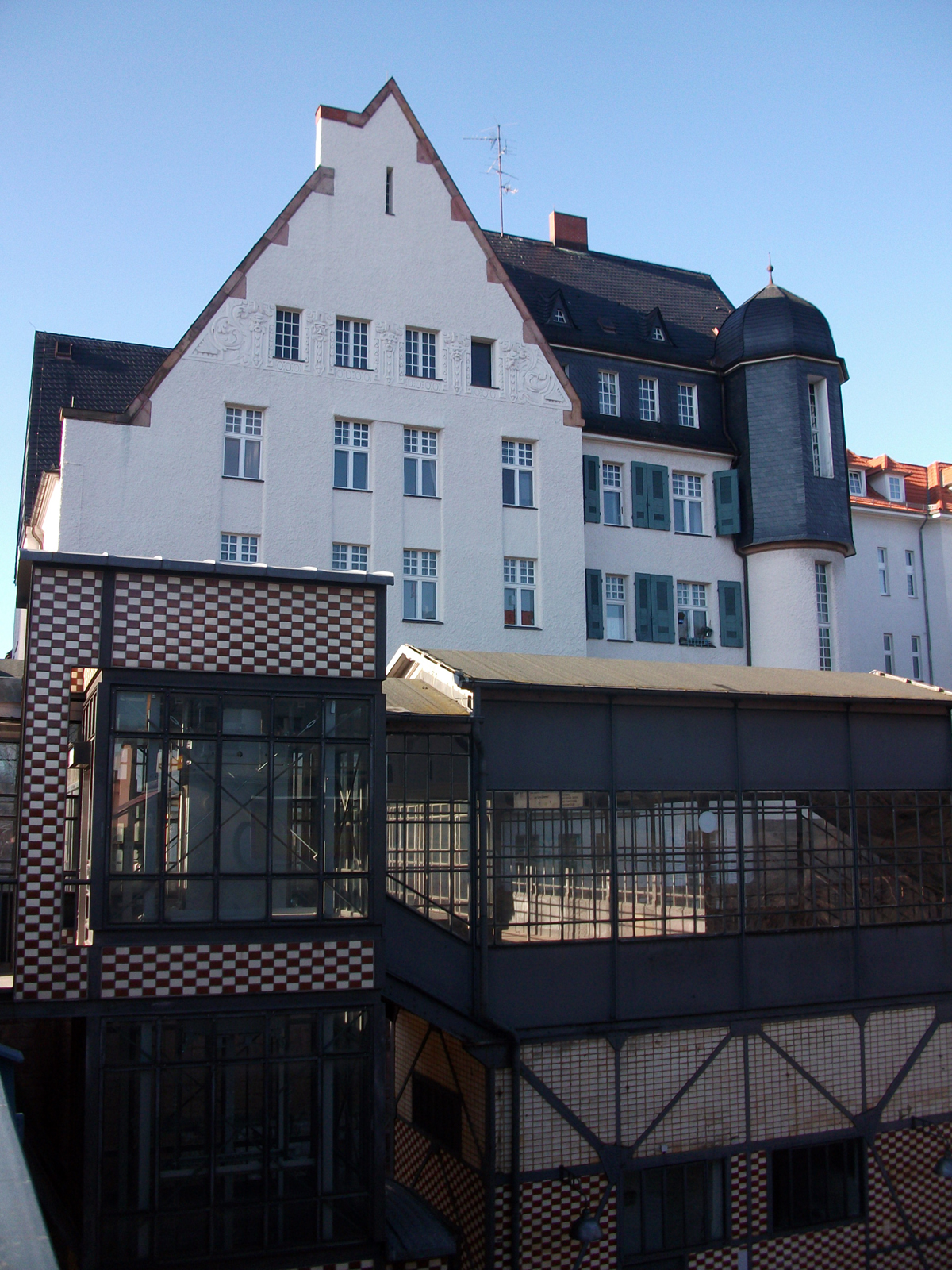
Empfangsgebäude und Zugangsbauwerk

Der Bahnhofsbau wurde von der Terraingesellschaft Botanischer Garten initiiert, nachdem diese zu Beginn des 20. Jahrhunderts die Parzellierung des Geländes zwischen den Landgemeinden Steglitz und Lichterfelde durchführte. Der Bau sollte als Zentrum dieses neuen Siedlungsgebietes fungieren. Die Eröffnung fand nach etwa einjähriger Bauzeit am 1. Mai 1909 statt. In der Folgezeit setzte den Erwartungen der Grundstücksgesellschaft entsprechend eine rege Bautätigkeit ein.
Ab dem 15. Mai 1933 wurde der Bahnhof von den elektrischen Zügen der Berliner S-Bahn bedient. Der Betrieb hielt sich mit Unterbrechungen zwischen April und Juni 1945 bis zum Reichsbahnerstreik 1980. Am 18. September 1980 wurde der S-Bahn-Verkehr auf der Wannseebahn eingestellt. Nach der Übergabe der S-Bahn-Betriebsrechte von der Deutschen Reichsbahn an die Berliner Verkehrsbetriebe (BVG) begann diese mit der Sanierung der Wannseebahn und ihrer Bahnhöfe. Die Wiedereröffnung erfolgte zum 1. Februar 1985, seitdem erfolgt die Bedienung durch die Linie S1. Nach der Wiedereröffnung wurden weitere kleinere Arbeiten durchgeführt, die auch den Einbau eines Aufzugs umfassten.
Da die Moltkebrücke, auf der sich der Zugang zum Bahnhof befindet, ab Ende 2020 in zwei Bauabschnitten durch einen Neubau ersetzt werden muss, soll für die Zeit der auf zwei Jahre terminierten Bauarbeiten eine behelfsmäßige Gehwegbrücke den Zugang zum Bahnhof „weitestgehend barrierefrei“ ermöglichen. Die Bauarbeiten begannen Anfang 2022.

## Anbindung
Der S-Bahnhof wird von der Linie S1 der S-Bahn Berlin bedient. Es bestehen Umsteigemöglichkeiten zum Omnibusnetz der BVG-Linien 188 und N88.
| Linie | Verlauf |
| ----- | --- |
|       | Oranienburg – Lehnitz – Borgsdorf – Birkenwerder – Hohen Neuendorf – Frohnau – Hermsdorf – Waidmannslust – Wittenau (Wilhelmsruher Damm) – Wilhelmsruh – Schönholz – Wollankstraße – Bornholmer Straße – Gesundbrunnen – Humboldthain – Nordbahnhof – Oranienburger Straße – Friedrichstraße – Brandenburger Tor – Potsdamer Platz – Anhalter Bahnhof – Yorckstraße (Großgörschenstraße) – Julius-Leber-Brücke – Schöneberg – Friedenau – Feuerbachstraße – Rathaus Steglitz – Botanischer Garten – Lichterfelde West – Sundgauer Straße – Zehlendorf – Mexikoplatz – Schlachtensee – Nikolassee – Wannsee |